# Mitch Pileggi

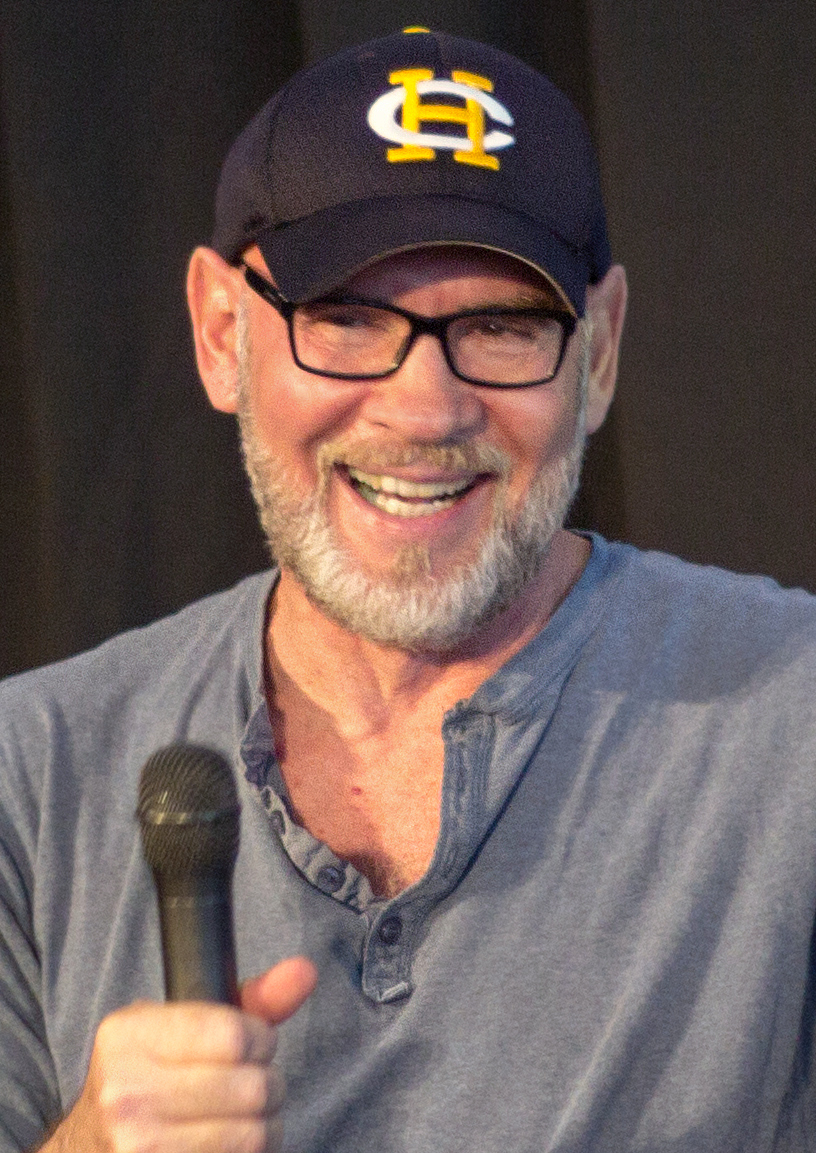
Mitch Pileggi (2013)

Mitchell „Mitch“ Craig Pileggi (* 5. April 1952 in Portland, Oregon) ist ein US-amerikanischer Schauspieler, der vor allem für seine Rolle des stellvertretenden FBI-Direktors Walter Skinner in der Fernsehserie Akte X bekannt ist. In der Serie Stargate Atlantis war er als Colonel Steven Caldwell in einer wiederkehrenden Rolle zu sehen, und in Sons of Anarchy spielte er ebenfalls eine wiederholt vorkommende Rolle als Chef einer Bande von Neonazis.

## Lebenslauf
Pileggi wurde als Sohn von Vito Pileggi, Angestellter einer Rüstungsfirma und Maxine Pileggi, einer Hausfrau, geboren und wuchs in den ersten sieben Jahren außerhalb der USA auf, da sein Vater ständig im Ausland beschäftigt war. Diese Reisen führten ihn unter anderem in die Türkei, nach Deutschland und Saudi-Arabien.
Bereits als High-School-Schüler in der Türkei begann Pileggi mit der Schauspielerei, indem er in Musicals auftrat.
Er studierte an der University of Texas at Austin, machte dort seinen Abschluss und trat mit seinem Bruder in die Fußstapfen seines Vaters, indem er lange Zeit für eine Rüstungsfirma im Iran arbeitete, bis die beiden 1979 durch die Islamische Revolution gezwungen waren, nach Griechenland zu fliehen.
Als er später nach Austin, Texas zurückgekehrt war, trat er zunächst in einigen lokalen Kleintheatern auf, um dann einige Zeit darauf in einigen B-Movies Beschäftigung zu finden. Gastrollen in Dallas, Eine himmlische Familie und Walker, Texas Ranger folgten bald.

## Familie
Pileggi ist der Sohn von Vito, eines Angestellten eines Rüstungskonzerns, und Maxine Pileggi, einer Hausfrau. 1978 heiratete er Debbie Andrews, die Ehe wurde jedoch 1983 geschieden. Seit 1996 oder 1997 ist er mit der Schauspielerin Arlene Pileggi verheiratet. Die beiden haben zusammen eine Tochter (* 1998).
Pileggi lernte seine spätere Ehefrau Arlene Warren kennen, als sie 1993 in Akte X Hauptdarstellerin Gillian Anderson doublen sollte. Sie spielte auch die Sekretärin seiner Rolle Walter Skinner.

## Filmografie (Auswahl)
- 1982: Mongrel
- 1983–1990: Dallas (Fernsehserie, 4 Folgen)
- 1984: Mit Challenger One ins All (The Sky’s No Limit, Fernsehfilm)
- 1984: In der Schußlinie (On the Line)
- 1987: Faustrecht – Terror in der Highschool (Three O’Clock High)
- 1987: Das Weiße im Auge (Death Wish 4: The Crackdown)
- 1988: Toll treiben es die wilden Zombies (Return of the Living Dead Part II)
- 1989: 24 Stunden gejagt (Brothers in Arms)
- 1989: Shocker (Shocker)
- 1990: Das Grauen hat viele Gesichter (Night Visions, Fernsehfilm)
- 1991: Prisoners (Guilty as Charged)
- 1991: Knight Rider 2000 (Fernsehfilm)
- 1992: Basic Instinct
- 1993: Rettet uns! Hilfeschreie unter Trümmern (Trouble Shooters: Trapped Beneath the Earth, Fernsehfilm)
- 1993–2002, 2016–2018: Akte X – Die unheimlichen Fälle des FBI (The X-Files, Fernsehserie, 91 Folgen)
- 1994: Dangerous Touch – Tödliche Berührung (Dangerous Touch)
- 1994: Was ist Pat? (It's Pat)
- 1995: Vampire in Brooklyn (Wes Craven’s Vampire In Brooklyn)
- 1996: Lautlos und tödlich (Raven Hawk, Fernsehfilm)
- 1998: Marabunta – Killerameisen greifen an (Legion of Fire: Killer Ants!, Fernsehfilm)
- 1998: Akte X – Der Film (The X-Files)
- 1998: Walker, Texas Ranger (Fernsehserie, Folge 6x15 Geburtstag  eines Millionärs)
- 1999: Die wilden Siebziger (That ’70s Show, Fernsehserie, Folge 1x25 The Good Son)
- 2000: Ein Herz und eine Kanone (Gun Shy)
- 2001: Die einsamen Schützen (The Lone Gunmen, Fernsehserie, 3 Folgen)
- 2003: Law & Order: Special Victims Unit (Staffel 5 Folge 4/25, Abschied)
- 2005–2009: Stargate Atlantis (Stargate: Atlantis, Fernsehserie, 22 Folgen)
- 2006: CSI: Den Tätern auf der Spur (Folge 6x12, Daddy's Little Girl)
- 2007: Boston Legal (Fernsehserie, Folge 3x22 Guantanamo by the Bay)
- 2007: Reaper – Ein teuflischer Job (Reaper, Fernsehserie, Folge 1x08 The Cop)
- 2007: Cold Case – Kein Opfer ist je vergessen (Fernsehserie, Folge 4x19 Recht und Gerechtigkeit)
- 2007–2012: Grey’s Anatomy (Fernsehserie, 9 Folgen)
- 2008: Akte X – Jenseits der Wahrheit (The X-Files: I Want to Believe)
- 2008: Criminal Minds (Fernsehserie, Folge 4x11 Normal)
- 2008: Recount
- 2008–2011: Supernatural (Fernsehserie, 8 Folgen)
- 2008–2010, 2013: Sons of Anarchy (Fernsehserie, 14 Folgen)
- 2009: Flash of Genius
- 2009: In Plain Sight – In der Schusslinie (In Plain Sight, Fernsehserie, Folge 2x04)
- 2009–2010: Medium – Nichts bleibt verborgen (Fernsehserie, 4 Folgen)
- 2010: Castle (Fernsehserie, Folge 2x24 Der tote Spion)
- 2011: Super Twister (Mega Cyclone) (Fernsehfilm)
- 2011: Leverage (Fernsehserie, Folge 4x05 The Hot Potato Job)
- 2012: The Finder (Fernsehserie, Folge 1x02 Bullets)
- 2012–2014: Dallas (Fernsehserie, 35 Folgen)
- 2015: Blue Bloods (Fernsehserie, Folge 5x10 Die lange Jagd)
- 2017: Transformers: The Last Knight
- 2019: Navy CIS (Fernsehserie, 2 Folgen)
- 2019: Polaroid
- 2019–2020: Supergirl (Fernsehserie, 4 Folgen)
- 2019: The Rookie (Fernsehserie, Folge 2x02 Nachtschatten)
- 2020: Helstrom (Fernsehserie, Folge 1x10 Hell Storm)
- 2020: American Horror Story (Fernsehserie, 2 Folgen)
- 2021–2024: Walker (Fernsehserie, 56 Folgen)